# Sen o zbrojach w pałacu
Sen o zbrojach w pałacu (wł. Sogno delle armi) – trzeci z dwudziestu ośmiu fresków z cyklu Sceny z życia św. Franciszka znajdujących się w górnym kościele Bazyliki św. Franciszka w Asyżu, którego autorstwo przypisywane jest Giotto di Bondone. Namalowany ok. 1295–1299.

## Tematyka
Cały cykl bazuje na opisach wydarzeń zawartych w oficjalnym Życiorysie większym św. Franciszka Bonawentury z Bagnoregio, napisanym w 1263. Przedstawiony na fresku epizod miał miejsce pod koniec 1204 lub na początku 1205. Franciszek z Asyżu wyruszył na wojnę w celu zdobycia sławy. W 1204, ze względu na ciężką chorobę, powrócił do Asyżu. Przebywając w Spoleto miał tajemniczy sen, w którym zobaczył pałac ze zbrojami ozdobionymi znakiem Chrystusowego krzyża. Gdy zapytał, do kogo należą te zbroje, otrzymał odpowiedź: Do ciebie i twoich rycerzy. Proroctwo miało dotyczyć powstania Zakonu Braci Mniejszych, którego asyżanin był założycielem i pierwszym członkiem.

## Opis
Fresk został podzielony na dwie części. Po lewej stronie malarz ukazał śpiącego Franciszka, do którego przemawia stojący nad nim Zbawiciel. Jezus wskazuje na drugą część malowidła z kilkupiętrowym eleganckim pałacem, w którym znajdują się leżące zbroje, tarcze i hełmy. Zarówno święty jak i Jezus mają aureole. Nimb Chrystusa ma charakterystyczne ramiona krzyża (element znany sztuce chrześcijańskiej od czasów katakumb). Twarz Franciszka została przedstawiona z niezwykłym naturalizmem. Oblicze Chrystusa i jego płaszcz uległy uszkodzeniu. Tonacja tła ociera się o kolor lapis lazuli, podobnie jak w Kazaniu do ptaków.